# Фан-дер-Флит, Пётр Петрович
Пётр Петро́вич Фан-дер-Фли́т (1839, Архангельск — 28 июля [10 августа] 1904, Санкт-Петербург) — русский физик, заслуженный профессор Санкт-Петербургского университета. Действительный статский советник. Его брат Константин Петрович Фан-дер-Флит (1844—1919) — генерал от артиллерии, член Государственного совета.

## Биография
Происходил из голландского рода Фан-дер-Флит, обосновавшегося в России в первой половине XVIII века. Родился в Архангельске в 1839 году.
По окончании Второй Санкт-Петербургской гимназии в 1857 году поступил на математическое отделение физико-математического факультета Санкт-Петербургского университета. Получив степень кандидата в 1862 году, в следующем году он поступил на педагогические курсы Министерства народного просвещения, где учился ещё два года.
В 1864 году был избран консерватором физического кабинета Петербургского университета, а затем был переведён на должность лаборанта. В 1872 году защитил диссертацию на степень магистра физики по теме «Опыт объяснения некоторых внутренних явлений гидроэлектрической цепи», а в 1877 году защитил диссертацию под названием «Опыт объяснения внешних действий явлений электрического тока» на степень доктора физики.
В 1873 году начал читать лекции в университете в качестве приват-доцента, в 1880 году он был избран экстраординарным профессором, а 1886 году назначен ординарным профессором.
С 1 января 1896 года — действительный статский советник; был награждён орденами Св. Станислава 2-й ст (1886), Св. Анны 2-й ст. (1893), Св. Владимира 4-й ст. (1899).
Во всех своих статьях и лекциях Фан-дер-Флит предстаёт прежде всего одарённым педагогом с хорошим философским образованием. Простота и строгая логичность изложения, избегание дешёвых внешних эффектов, обдуманность самых мелких деталей — таковы отличительные качества работ Фан-дер-Флита. Им было сконструировано немало простых, но наглядных приборов для демонстрирования различных физических явлений на лекциях.
Кроме чтения лекций и занятий со студентами-естественниками в физической лаборатории, Фан-дер-Флит оказывал студентам и материальную помощь. В течение нескольких лет он принимал большое участие в делах общества помощи студентам Санкт-Петербургского университета, состоял членом комитета этого общества, а затем членом ревизионной комиссии.
Состоял гласным в городской думе Санкт-Петербурга. Был в числе соучредителей Физического общества при Санкт-Петербургском университете.
Умер в Санкт-Петербурге 28 июля (10 августа) 1904 года. Похоронен на Смоленском православном кладбище. Могила не сохранилась.

## Основные работы и публикации
Наиболее важные работы П. П. Фан-дер Флита посвящены электричеству и теоретической механике:
- «Опыт физической теории электрического тока» (1881);
- «Основы механики» (1885);
- «Введение в механику» (1886)

Статьи в «Журнале Русского физико-химического общества»:
- «К теории тока»;
- «Доказательства распределения электричества по поверхности проводников»;
- «Электродинамические формулы»

Статьи в «Журнале опытной физики и элементарной математики»:
- «О маятнике»;
- «О гироскопе»;
- «Об основных законах электромагнетизма»;
- «О вычислении действия намагничивающей спирали»

Статьи о преподавании математики и физики в средних учебных заведениях:
- «Учитель» (1866);
- «Курс геометрии — руководство для преподавателей начальных школ» (1867);
- «Систематический курс геометрии».

## Семья
Жена — Пелагея Николаевна (1837—1915), сестра известного русского литературоведа А. Н. Пыпина.
Их дети:
- Владимир (1869—1899)
- Александр (1870—1941) — известный русский инженер и учёный в области прикладной механики.
- Константин (1873—1933). Его жена — Вера Петровна, урождённая Ивашева (1875—1966), внучка декабриста В. П. Ивашева (дочь его сына — Петра Васильевича). В 1920-е годы — учительница русского языка, председатель продовольственной комиссии, позднее — завуч школы в Петрограде.
  - Внуки (дети Константина):
    - Дмитрий Константинович (1900—1937). Окончил Политехнический институт, работал инженером Балтийского судостроительного завода. Расстрелян в 1937 году.
    - Наталья Константиновна (1901—1998), художница, гравер по дереву, мастер литографии, книжный иллюстратор книг, историк культуры. Член Союза художников с 1932 года. Также Наталья Константиновна занималась систематизацией бронзовых изделий из Ольвии. Её муж — Николай Леонидович Бриммер (1898—1929), график, книжный иллюстратор.
    - Елена Константиновна (1914—1996), геолог, палеонтолог. Её муж — Олег Алексеевич Пини (1912—1979), литературовед, писатель, ученый секретарь Пушкинской комиссии Института русской литературы АН СССР. В 1935 году Елена Константиновна была выслана с матерью и женой брата в Актюбинскую области на 5 лет. Благодаря ходатайству академика А. П. Карпинского и писателя А. Н. Толстого, вместе с матерью смогла перебраться в Оренбург. В 1945 году вернулась в матерью в Ленинград[7].